# 박도훈
박도훈(2008년 4월 8일 ~ )은 대한민국의 축구 선수로 포지션은 골키퍼이며 현재 현풍고등학교 재학중이다.